# Życie wirtualnych dzikich
Życie wirtualnych dzikich. Netnografia Wikipedii, największego projektu współtworzonego przez ludzi – książka Dariusza Jemielniaka, jedna z pierwszych publikacji próbujących w sposób naukowy opisać Wikipedię i społeczność wikipedystów za pomocą metodologii etnograficznej. Tłumaczenie na język polski Wojciecha Pędzicha ukazało się 19 kwietnia 2013 nakładem wydawnictwa Poltext, a dopiero w kolejnym roku ukazał się angielski oryginał opublikowany przez Stanford University Press pod tytułem Common Knowledge?: An Ethnography of Wikipedia.
Polski tytuł książki jest grą słów, żartem nawiązującym do tytułu pracy Bronisława Malinowskiego Życie seksualne dzikich.
Jemielniak, który od 2006 brał aktywny udział w tworzeniu polskojęzycznej Wikipedii, a w rok później dołączył także do jej angielskiej wersji, równocześnie badał encyklopedię i jej społeczność pod kątem wewnętrznej struktury.
Entuzjastyczne recenzje wystawili książce m.in. profesorowie Andrzej Koźmiński, Jonathan Zittrain i Clay Shirky.